# Kevin Spiolek
Kevin Spiolek (* 5. Mai 1962) ist ein ehemaliger englischer Dartspieler der von den 1980er- bis 2000er-Jahren sowohl bei der British Darts Organisation (BDO), als auch bei der Professional Darts Corporation (PDC) aktiv war.

## Karriere
Seine beste Form zeigte Spiolek in den späten 1980er-Jahren. So erreichte er etwa das Halbfinale des Winmau World Masters 1987, wobei er gegen Bob Anderson verlor. 1988 erreichte er dann sogar das Finale der prestigeträchtigen News of the World Darts Championship und verlor dort gegen Mike Gregory.
Spiolek ist zudem einer von nur zehn Spielern, die Phil Taylor bei einer Weltmeisterschaft bezwingen konnten. Dies gelang ihm im Achtelfinale des Jahres 1993 bei der BDO, der letzten vereinten Weltmeisterschaft. Eine Runde später verabschiedete sich Spiolek dann. Zwei Mal gelang ihm insgesamt der Einzug in das Viertelfinale einer Weltmeisterschaft.
Darüber hinaus war Spiolek einer der 16 Spieler, die 1992 begannen einen neuen Verband zu gründen, die World Darts Council, später umbenannt in Professional Darts Corporation. 1994 erreichte er dann das Finale des Greene King Masters und verlor dort gegen Taylor. Er war Teil der ersten sieben PDC-Weltmeisterschaften nach der Abspaltung 1993. Seinen besten Auftritt hatte er dabei 1995, als er ein weiteres Viertelfinale erreichte.
Bei kleineren Turnieren konnte Spiolek auch einige Siege verzeichnen. So gewann er unter anderem die British Internationals 1991 und 1992 zwei Mal in Folge sowie die Isle of Man Open 1993 und die North American Open 1994. Bei letzterem erreichte er zudem 1996 erneut das Finale. Beim World Matchplay kam er 1997 bis ins Viertelfinale, verschwand danach aber Schritt für Schritt von der großen Bühne. Im Jahr 2006 gelang es ihm immerhin, sich für die Weltmeisterschaft zu qualifizieren. In der ersten Runde war dann aber Peter Manley zu stark. Dieses Ergebnis hielt ihn bis Januar 2008 in den Top 100 der PDC Order of Merit.
Zwischen 2005 und 2006 war Spiolek noch auf einigen Turnieren Pro Tour vertreten. Seit einem Players Championship in Gibraltar im Januar 2007 ist er jedoch nicht mehr aktiv.

## Weltmeisterschaftsresultate

### BDO
- 1993: Viertelfinale (3:4-Niederlage gegen  John Lowe)

### PDC
- 1994: Gruppenphase (3:1-Sieg gegen  Keith Deller, aber 0:3-Niederlage gegen  Steve Brown) (Sätze)
- 1995: Viertelfinale (1:4-Niederlage gegen  Peter Evison)
- 1996: Gruppenphase (0:3-Niederlage gegen  Sean Downs und 2:3-Niederlage gegen  Keith Deller)
- 1997: Gruppenphase (0:3-Niederlage gegen  Dennis Smith und 0:3-Niederlage gegen  Keith Deller)
- 1998: Gruppenphase (0:3-Niederlage gegen  Phil Taylor und 0:3-Niederlage gegen  Dennis Smith)
- 1999: 1. Runde (0:3-Niederlage gegen  Steve Brown)
- 2000: 1. Runde (2:3-Niederlage gegen  Jamie Harvey)
- 2006: 1. Runde (0:3-Niederlage gegen  Peter Manley)